# Prix Eugène-Carrière
Le prix Eugène-Carrière est un prix de l'Académie française annuel créé en 1941 mais reconstitué en 1994 par le regroupement des fondations et des prix Eugène Carrière, Charles Blanc, Hercule Catenacci et Antoine Girard.
Il est « destiné à récompenser l’auteur d’un ouvrage d’histoire de l’art »,.
Eugène Carrière, né le 18 janvier 1849 à Gournay-sur-Marne (Seine-Saint-Denis) et mort le 27 mars 1906 à Paris 18e, est un artiste peintre, enseignant et lithographe symboliste français qui eut une influence sur l'éclosion du Fauvisme.

## Liste des lauréats
- 1941 : 
  - Henri-Xavier Arquillière pour L'Église au Moyen Âge
  - A. Augustin-Thierry (1870-1956) pour Madame Mère
  - Pierre Brégy pour L'Ukraine, terre russe
  - Norbert Casteret pour Mes Cavernes
  - Eugène Corgne (1885-1982) pour Pontivy et son district pendant la Révolution
  - Louis d'Illiers pour Histoire d'Orléans
  - Jeanne Danemarie pour Le Printemps de Janine
  - Agnès de La Gorce pour Wesley
  - Paul del Perugia (1910-1994) pour La Tentative d'invasion de l'Angleterre
  - Henri Hauser pour La naissance du Protestantisme
  - Émile-Guillaume Léonard pour Mon village sous Louis XV
  - Jean Marquès-Rivière pour Histoire des doctrines ésotériques
  - Jean Ray pour Le Japon
  - Georges Rigault pour Histoire générale de l’Institut des Frères des Écoles chrétiennes
- 1942 :
  - Maurice Debesse
  - Pierre Gay
  - Jean Guitton
  - André Herbelin
  - Journal Canard en KG
  - Madeleine Saint-René Taillandier
- 1944 : 
  - Henri Gougelot (1906-....) pour La Romance française sous la Révolution et l'Empire et Les Romances françaises parues sous la Révolution et l'Empire
- 1953 :
  - Maurice Andrieux pour Mademoiselle Aïssé
  - Gaston Bardet pour Demain, c’est l’an 2000 ! ou La Technique, cette inconnue
  - Édouard Bornecque-Winandy pour Histoire de la Police
  - Jean Germain pour Sauve, antique et curieuse cité
  - René Huyghe pour Le Carnet de Gauguin et Le culte Mahorie
  - André Lebois pour Villiers de l'Isle-Adam et Les tendances du symbolisme à travers l'œuvre d'Elemir Bourges
  - Emmanuel Roblès pour Cela s'appelle l'aurore
- 1954 :
  - Jean Barruol (1898-1982) et Jean Brunon pour Les Français en Italie sous Henri II
  - Philippe d'Estailleur-Chanteraine pour Henri IV
  - Revue historique de l'armée
  - Gabriel Sabattier pour Le destin de l'Indochine
- 1955 :
  - Abbé Jean Annat pour Le clergé du diocèse de Lescar pendant la Révolution
  - Antoine de Bouillé pour Un conseiller de Charles VII : le Maréchal de La Fayette, 1380-1463
  - Henri Légier-Desgranges (1879-1963) pour Madame de Moysan et l’extravagante affaire de l’Hôpital Général
  - André Lemonnier pour Paisible Normandie
  - Georges-Gustave Toudouze pour Monsieur de Vauban
  - Henri Valentino pour Madame de Condorcet
  - Antonina Vallentín (1893-1957) pour El Greco
- 1956 : 
  - Claude Dulong pour Trente ans de diplomatie française en Allemagne
  - Jean Brunet-Moret pour Le général Trochu
  - René de La Croix de Castries pour Le Maréchal de Castries
  - André Delavenne pour Recueil généalogique de la Bourgeoisie ancienne
  - Pierre de Gorsse pour Pyrénées et Côte Basque
  - Gaston Hadancourt pour Clemenceau, homme d'État, homme d'esprit
  - Raymond Herment (1903-1985) pour Sous la poussière des panonceaux
  - Georges Huisman pour La vie privée de Mme Roland
  - François Ingold pour Les dialogues des soldats morts
  - Roger Langeron pour Un conseiller secret de Louis XVIII : Royer-Collard
  - Maurice Léo d'Armagnac del Cer, Comte de Puymège (1907-....) pour Les vieux noms de France
  - Adrien Thierry (1885-1961) pour Diane de Poitiers
- 1957 : 
  - Georges Livet pour L’Intendance d’Alsace sous Louis XIV
- 1958 :
  - Jean Decoux pour Adieu Marine
  - Henry Noëll pour Au temps de la République bourgeoise
- 1959 :
  - Philippe d'Estailleur-Chanteraine pour Abd-el-Kader
  - François Ribadeau Dumas pour Histoire de Saint-Germain-des-Prés
  - Henry Vallotton pour Pierre le Grand
- 1960 :
  - Alphonse Couson pour Les capitales du monde
  - Micheline Dupuy pour Un homme, un journal
- 1961 :
  - Henry Harrel-Courtès (1896-1978) pour L'Italie des Étrusques, promenades au pays des ombres
  - Jacques-Henri Lefebvre pour Verdun, la plus grande bataille de l'histoire
- 1966 : 
  - Paul Vernière (1916-1997) pour son édition des Œuvres politiques et Mémoires pour Catherine II, de Diderot
- 1977 : 
  - James Mc Cearney (1945-....) pour Maurras et son temps
- 1981 :
  - Béatrice Canoui pour Un crocus en hiver
  - René Dubos pour Courtisons la terre
- 1982 :
  - Mme Mino Hervelin-Michaut pour ... mon amour quotidien
  - Guy Tellenne pour Tout nous sera rendu
- 1987 : 
  - Marie-Christine Gloton pour Pierre et François Puget, peintres baroques
- 1988 : 
  - Patrick Donabédian et Jean-Michel Thierry pour Les arts arméniens
  - Gabrielle Sed-Rajna pour La Bible hébraïque
- 1989 : 
  - Michel Bloit (1924-2000) pour Porcelaine de Paris
- 1990 : 
  - Alain Erlande-Brandenburg pour La Cathédrale
  - Alexandre Pradère pour Les Ébénistes français, de Louis XIV à la Révolution
- 1991 :
  - Jean-Pierre Bayard pour La Tradition cachée des cathédrales
  - Victor Merlhès pour Paul Gauguin et Vincent Van Gogh, Lettres retrouvées, sources ignorées
- 1992 : 
  - Philippe Beaussant pour Lully ou le musicien du soleil
  - Pierre Petit pour Mozart
- 1993 :
  - Claude Dufresne pour Jacques Offenbach ou La gaîté parisienne
  - Robert Taussat pour Sept siècles autour de la cathédrale de Rodez
- 1994  :
  - Jacqueline Beaujeu-Garnier pour Paris, hasard ou prédestination ?
  - Jean-Paul Bouillon pour Maurice Denis
  - M. Claude Chevreuil (1937-....) pour Les Mémoires de Giorgione
  - Max Diorfel (1923-2016) pour L’Esthétique, Par-delà le beau et le laid
  - Françoise Pitt-Rivers pour Balzac et l’art
- 1995 :
  - Thierry de Champris pour Cathédrales. Le Verbe géométrique
  - Anne Chayet pour Art et archéologie du Tibet
  - Georges Detersannes (1932-....) pour Le Filigrane
  - Alexis Kugel pour Émaux de Limoges de la Renaissance
  - Jean-Marie Lhôte pour 'Histoire des jeux de société : géométries du désir
  - André Turcat pour Étienne Jamet (alias Esteban Jamete), sculpteur français de la Renaissance en Espagne
- 1996 :
  - Suzanne Amaudric du Chaffaut (1909-....) pour Gypseries en Haute-Provence. Cheminées et escaliers, XVIe – XVIIe siècles
  - Pierre Caye pour Le Savoir de Palladio
  - Anne Lajoix pour L’âge d’or de Vallauris
  - Pauline Prévost-Marcilhacy pour Les Rothschild, bâtisseurs et mécènes
- 1997 :
  - André Barret (1923-2007) pour Les Peintres du fantastique
  - Michael Barry pour Faïences d’azur
  - Léon Krier pour Architecture, choix ou fatalité
- 1998 :
  - Hervé Lacombe pour Les voies de l’opéra français au XIXe siècle
  - Michel Martin (1948-....) pour La Statuaire de la Mise au tombeau du Christ, des XVe et XVIe siècles
  - Édouard Pommier pour Théories du portrait, de la Renaissance aux Lumières
- 1999 :
  - François Bœspflug pour Les Très Belles Heures du Duc de Berry
  - Jean-Michel Leniaud pour Les Bâtisseurs d’avenir. Portraits d’architectes, XIXe – XXe siècles
  - Philippe Morel (1953-....) pour Les Grotesques. Les figures de l’imaginaire dans la peinture italienne de la fin de la Renaissance
- 2000 :
  - Jean-Pierre Babelon et Mme Mic Chamblas-Ploton pour Jardins à la française
  - Marie-Claude Chaudonneret pour L’État et les artistes
  - François d'Ormesson (1951-....) et Pierre Wittmer (1942-....) pour Aux jardins de Méréville
- 2001 :
  - Philippe Palasi pour Jeux de cartes et de l’oie héraldiques, aux XVIIe et XVIIIe siècles
  - Michel Pastoureau pour Bleu. Histoire d’une couleur
  - Jacques Thuillier pour Jacques de Bellange
- 2003 : 
  - Guillaume Glorieux pour À l'enseigne de Gersaint. Edme-François Gersaint, marchand d'art sur le pont Notre-Dame (1694-1750)
- 2004 :
  - Jean-Michel Leniaud pour Charles Garnier
  - Édouard Pommier pour Winckelmann, inventeur de l'histoire de l'art
- 2005 : 
  - Michel Hochmann (1957-....) pour Venise et Rome, 1500-1600, deux écoles de peinture et leurs échanges
  - Jean-Marie Pérouse de Montclos pour L’art de France. De la Renaissance au siècle des Lumières 1470-1770
- 2006 : 
  - Catherine Monbeig Goguel pour Dessins toscans XVIe – XVIIIe siècles
- 2007 : 
  - Nicole Reynaud (1927-....) pour Jean Fouquet, "Les Heures d'Étienne Chevalier"
- 2008 : 
  - Annick Lemoine (1969-....) pour Nicolas Régnier
- 2009 : 
  - Bertrand Jestaz pour Jules Hardouin-Mansart (1616-1708)
- 2010 : 
  - Alain Mérot (1951-....) pour Du paysage en peinture dans l’Occident moderne
- 2011 : 
  - Patrick Michel (1954-....) pour Peinture et plaisir. Les goûts picturaux des collectionneurs parisiens au XVIIIe siècle
- 2012 :
  - Audrey Adamczak (1976-....) pour Robert Nanteuil (ca 1623-1678)
  - Diane Bodart pour Pouvoirs du portrait sous les Habsbourg d’Espagne
- 2013 : 
  - Alexandre Cojannot (1974-....) pour Louis Le Vau et les nouvelles ambitions de l’architecture française (1612-1654)
- 2014 :
  - Françoise Bercé (1935-....) pour Viollet-le-Duc
  - Christian Michel (1958-....) pour L’Académie royale de peinture et de sculpture (1648-1793). La naissance de l’école française
- 2015 : 
  - Mme Dominique d'Arnoult pour Jean-Baptiste Perronneau (1715-1783). Un portraitiste dans l’Europe des Lumières
- 2016 : 
  - Pierre-Yves Kairis (1958-....) pour Bertholet Flémal (1614-1675). Le « Raphaël des Pays-Bas » au carrefour de Liège et de Paris
- 2017 : 
  - Michel Hochmann (1957-....) pour Colorito. La technique des peintres vénitiens à la Renaissance
- 2018 : 
  - Sophie Join-Lambert (1953-....) et Anne Leclair pour Joseph-Benoît Suvée (1743-1807). Un artiste entre Bruges, Rome et Paris
- 2019 : 
  - Sophie Mouquin pour Versailles en ses marbres. Politique royale et marbriers du roi
- 2020
  - Étienne Bréton (1960-....) et Pascal Zuber (1956-....) pour Louis-Léopold Boilly
- 2021 :
  - Valérie Carpentier-Vanhaverbeke et Alexandre Maral pour Antoine Coysevox (1640-1720), le sculpteur du Grand Siècle
- 2022 : 
  - Jean-Pierre Cuzin pour La Tour
- 2023 :
  - Joseph Assémat-Tessandier pour Louis Lagrenée (1725-1805)
  - Laure Schnapper pour Musique et musiciens de bal. Isaac Strauss au service de Napoléon III
- 2024 :
  - Marie Fournier pour Nicolas-Guy Brenet (1728-1792)
  - Pierre Sérié pour Résistances à l’idée d’art moderne dans la peinture. Paris, Londres, New York, 1848-1931